# Harro Harder
Harro Harder (28 de Novembro de 1912 - 12 de Agosto de 1940) foi um piloto alemão da Luftwaffe durante a Guerra Civil Espanhola e Segunda Guerra Mundial. Combateu na Legião Condor e ao serviço dela abateu 11 aeronaves inimigas durante a guerra em Espanha, o que fez dele um ás da aviação. Mais tarde, na Segunda Guerra Mundial, apesar de terem sido submetidas mais 11 vitórias aéreas ao seu registo, várias nunca chegaram a ser confirmadas, estando apenas seis delas confirmadas. Morreu em combate durante a Batalha de Inglaterra. Teve um irmão que também foi militar na Luftwaffe, Jürgen Harder, que também foi ás da aviação com 64 vitórias aéreas e também morreu em combate em 1945.